# Abell 520

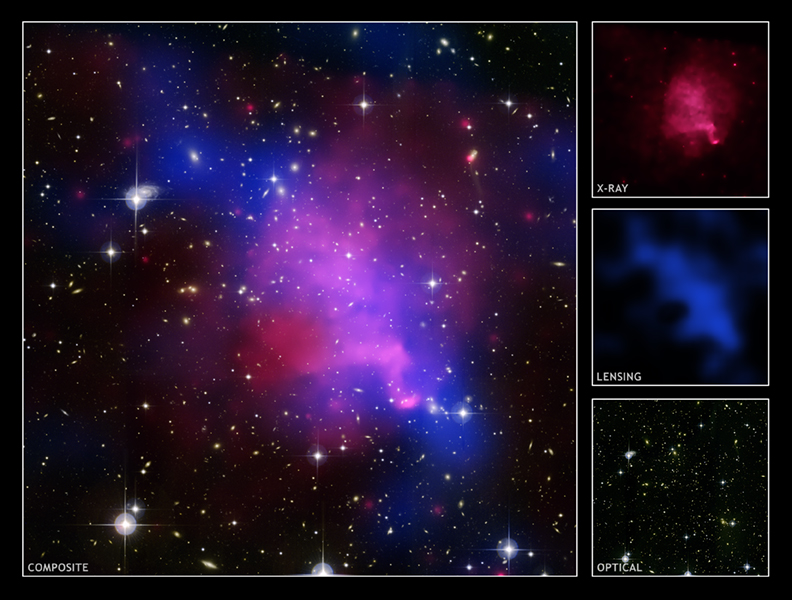
A520 в рентгеновском, оптическом излучении, также нанесено распределение массы, полученное на основе наблюдения слабого гравитационного линзирования.

Abell 520 — скопление галактик, обладающее необычной структурой, возникшей вследствие крупного слияния. Структура скопления имеет хаотический вид, по классификации Баутц — Моргана скопление принадлежит III типу. Сопутствующее расстояние до скопления составляет 811 Мпк, на земном небе скопление имеет угловые размеры 25 угловых минут. Анализ движения 293 галактик в поле скопления показал, что Abell 520, вероятно, образовалось на пересечении трёх волокон крупномасштабной структуры Вселенной.
Удивительная структурная компонента скопления была обнаружена в 2007 году при исследовании явлений слабого микролинзирования, основанном на данных наблюдений телескопа CFHT. Исследование показало наличие тёмного ядра, заключающего значительную массу, но не обладающего повышенной концентрацией ярких галактик. Ни одна из принятых теорий тёмной материи не способна полностью объяснить такую концентрацию тёмной материи. Одна из интерпретаций данного наблюдательного факта предполагает возникновение такой структуры вследствие негравитационного взаимодействия тёмной материи.
В 2012 году две международные команды астрономов опубликовали притиворечащие друг другу результаты исследований Abell 520. Одно из исследований опиралось на данные Широкоугольной и планетарной камеры 2 телескопа Хаббл и подтвердило наличие ядра из тёмной материи. Другое исследование, основанное на данных с камеры Advanced Camera for Surveys (ACS), не подтвердило прежние выводы.
В 2014 году возникшее противоречие между выводами было разрешено в рамках исследования, в котором проводился анализ данных обеих групп исследователей. Было показано, что в действительности данные ACS также подтверждают наличие ядра из тёмной материи. По состоянию на 2016 год вопрос о причинах возникновения такого ядра остаётся открытым.